# روبي بينسون
روبي بينسون (بالإنجليزية: Robbie Benson)‏ (7 مايو 1992 بأثلون في جمهورية أيرلندا - ) هو لاعب كرة قدم أيرلندي في مركز الوسط.

## وصلات خارجية
- روبي بينسون على موقع الاتحاد الأوربي (الإنجليزية)
- روبي بينسون على موقع قاعدة بيانات كرة القدم.إي يو (الإنجليزية)
- روبي بينسون على موقع Soccerway.com (الإنجليزية)
- روبي بينسون على موقع AS.com (الإسبانية)